# Носов, Глеб Витальевич
Глеб Вита́льевич Но́сов (род. 18 мая 2000, Рузаевка, Республика Мордовия) — российский хоккеист, вратарь. В настоящее время является игроком казанского клуба «Барс», выступающего в ВХЛ.

## Биография
Родился 18 мая 2000 года в городе Рузаевке Республики Мордовия. В раннем детстве переехал с семьёй в подмосковный город Дмитров, где с четырёх лет начал заниматься хоккеем в ДЮСШ местной хоккейной команды. Первым тренером был Дмитрий Иванович Теплыгин. На юношеском уровне также выступал в командах «Белые Медведи» (Москва), московское «Динамо» и подольский «Витязь».
В 2017 году был заявлен в состав молодёжной команды «Витязя» «Русские Витязи» на сезон МХЛ, однако уже в ноябре 2017 года перебрался в систему пензенской команды «Дизель», где начал выступать за молодёжную команду «Дизелист», на уровне НМХЛ. Показав хорошие результаты и завоевав первое место в составе молодёжной команды, был вызван во взрослую команду «Дизеля» и в сезоне 2018/2019 дебютировал в Высшей хоккейной лиге.
В сезоне 2019/2020 перебрался в систему клуба КХЛ магнитогорский «Металлург». Начал выступать за аффилированный клуб «Зауралье», где в сезоне 2019/2020 участвовал в 15 играх. Привлекаться к тренировкам с молодёжной командой «Металлурга» «Стальные Лисы», где в сезоне 2019/2020 участвовал в 2 играх. 29 ноября 2019 года был заявлен на матч Континентальной хоккейной Лиги против «Барыса», но на льду не появился, после чего, периодически, попадал в заявку на матчи основной команды. Дебют в КХЛ состоялся 11 февраля 2020 года, в гостевой игре «Металлурга» против московского «Спартака» при сумбурных обстоятельствах. Основной вратарь Василий Кошечкин во втором периоде во время технической паузы подъехал к своей скамейке запасных, что является нарушением правил. Чтобы Кошечкин не получил две минуты штрафного времени и не оставить команду в меньшинстве, тренерский штаб «Металлурга» оперативно вернул на лёд запасного голкипера Глеба Носова, а на следующую смену, которая произошла меньше чем через секунду после вбрасывания, место в воротах снова занял Кошечкин, таким образом, в официальном протоколе Носов провёл на льду 0,4 секунды.

## В сборной
Начал привлекаться в состав молодёжной сборной России в 2019 году. Выступал за команду на международном турнире «Кубок Чёрного моря», проходившем в Сочи с 25 по 29 мая 2019 года. В ноябре того же года был заявлен за сборную страны на молодёжный турнир Subway Super Series — 2019.